# Kościół św. Floriana w Przydrożu Małym
Kościół pod wezwaniem św. Floriana w Przydrożu Małym – kościół parafialny, należący do utworzonej w 1989 roku, parafii w Przydrożu Małym, w Dekanacie Biała, w Diecezji opolskiej.